# Вежбе (Свентокшиське воєводство)
Вежбе (пол. Wierzbie) — село в Польщі, у гміні Пежхниця Келецького повіту Свентокшиського воєводства.
Населення — 186 осіб (2011).
У 1975-1998 роках село належало до Келецького воєводства.

## Демографія
Демографічна структура на день 31 березня 2011 року:
|          | Загалом | Допрацездатний вік | Працездатний вік | Постпрацездатний вік |
| -------- | ------- | ------------------ | ---------------- | -------------------- |
| Чоловіки | 104     | 17                 | 76               | 11                   |
| Жінки    | 82      | 11                 | 42               | 29                   |
| Разом    | 186     | 28                 | 118              | 40                   |